# キビ属
キビ属（キビぞく、学名：Panicum）は、単子葉植物イネ科の一群で、世界に約500の種がある。最もよく知られているのは、穀物として栽培されるキビである。しかし、日本にもこれ以外に数種がある。
キビ属の小穂はいわゆるエノコログサ型で、二花からなり、第一小花は退化、第二小花のみ完全に残ること、第一穎は小さく、第二、第三穎は小穂と同長で膜質、第四穎が革質になる。そのような小穂を円錐花序をつけ、余計な刺などがないこと、小穂は楕円形等で、あまり偏平でないことなどがこの属の特徴である。また第二小花の基部に関節があり、果実が熟するとここで折れ、第四穎（護穎）と第五穎（内穎）に包まれて脱落する。

## キビ属の種
- キビ Panicum miliaceum

栽培種。野生には生えていない。詳細は、キビを参照。
日本には以下の種が自生している。

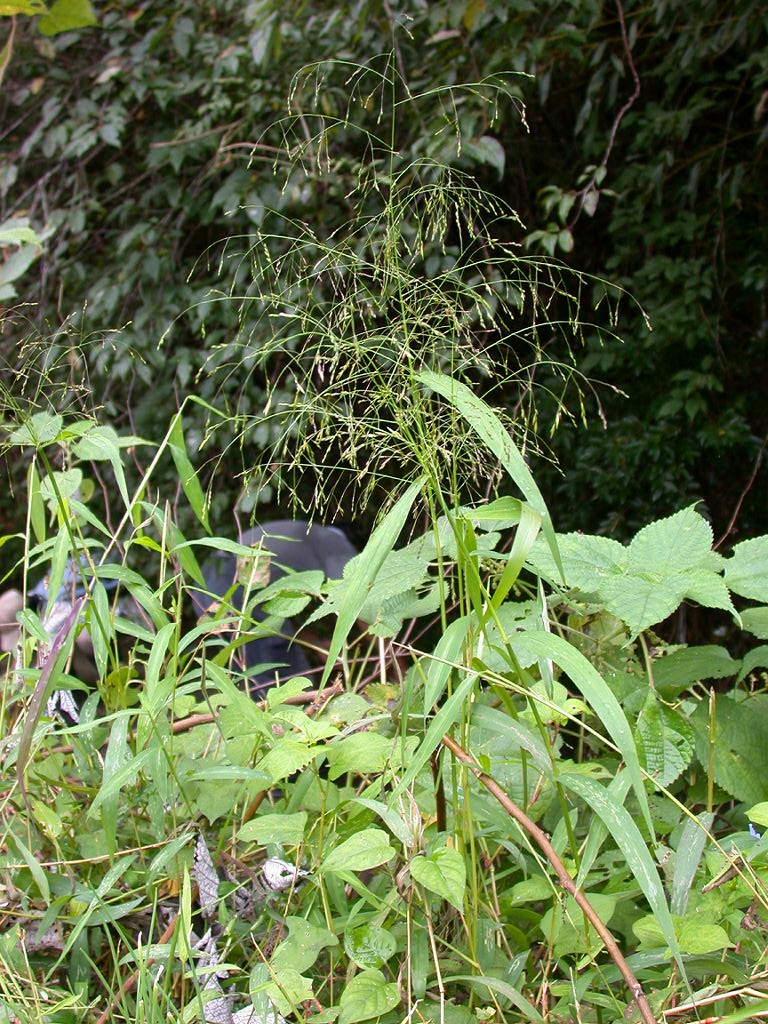
ヌカキビ

- ヌカキビ P. bisulcatum Thunb.

水田跡や湿った草原などに見かける一年草。穂は円錐花序で、長さも幅も15-30cm位、主軸はほぼ直立するが、側枝は真横か、少し斜め下に出る。枝の先端の方に小穂がまばらにつくが、先端に行くにつれて枝は細くなり、小穂はたいてい下向きに垂れる。この外見だけでほぼ見分けがつく。
- ハイキビ P. repens L.

海岸によく出現し、砂地にまばらな群落を作る。匍匐茎は地下を這いまわり、所々で数珠状のコブを作る。あちこちから茎を立て葉をつける。茎と葉は無毛で、全体に粉を吹いたような淡緑色。葉は細くて偏平で、斜め上に立ち上がる。花序は茎の先端から出て、多数の枝はみな斜め上を向く。それぞれの枝にはまばらに小穂をつける。四国と九州の南部から琉球列島には普通に産し、全世界の暖帯から熱帯にかけて分布がある。
このほかに、いくつかの帰化種がある。代表的なものを挙げる。
- オオクサキビ P. dichotomiflorum Michx

ややヌカキビに似るが、穂の枝はすべて斜め上向きに真っすぐに出て垂れ下がらないこと、茎の基部は斜めに出ても這い回らないことで区別できる。北アメリカ原産で、現在では世界の暖帯から熱帯にかけて帰化している。日本では1972年に千葉県で報告され、現在では各地に普通で、時にはやっかいな雑草として嫌われている。
- ハナクサキビ P. capillare L.

直立する草で、株立ちになる。高さは20-60cm位、全体に毛が多い。非常に大きな円錐花序をつける。花序の枝は斜め上を向き、非常に多数の小穂がつく。小穂の先端がとがるのも特徴である。北アメリカ原産で、日本では1955年に群馬県で見つかった後、あちこちで点々と見つかる程度。北アメリカでは砂質の乾燥地に生え、乾季になると植物体全体が塊状となり、風で飛んで種子分散をするという、いわゆるtumble weedであるとのこと。